# Капригор Єгор Олександрович
Єго́р Олекса́ндрович Каприго́р — старший лейтенант Збройних сил України, учасник російсько-української війни.

## Життєпис
Станом на 2013 рік навчався в Київському військовому ліцеї імені Івана Богуна.
Брав участь в боях на сході України. Станом на 2017 рік — житель міста Кропивницький.

## Нагороди та вшанування
- Указом Президента України № 741/2019 від 10 жовтня 2019 року за «особисту мужність і самовіддані дії, виявлені у захисті державного суверенітету та територіальної цілісності України» орденом Богдана Хмельницького III ступеня[3]